# Peckia aterrima
Peckia aterrima är en tvåvingeart som först beskrevs av Robineau-desvoidy 1830.  Peckia aterrima ingår i släktet Peckia och familjen köttflugor. Inga underarter finns listade i Catalogue of Life.